# Craspedacusta kuoi
Craspedacusta kuoi är en nässeldjursart som beskrevs av Shieh och Wang 1959. Craspedacusta kuoi ingår i släktet Craspedacusta och familjen Olindiasidae.
Artens utbredningsområde är Taiwan. Inga underarter finns listade i Catalogue of Life.